# 森沙夫定
森沙夫定（开发代码：BMS-986001，也称为4'-乙炔基司他夫定，4'-ethynylstavudine）是一种含氮有机化合物，化学式为C12H12N2O4，由百时美施贵宝作为HIV抑制剂开发。